# 654 Zelinda
654 Zelinda
654 Zelinda là một tiểu hành tinh ở vành đai chính. Nó được August Kopff phát hiện ngày 4.01.1908 ở Heidelberg và được đặt theo tên Zelinda, con gái của nhà toán học Ulisse Dini, hoặc theo tên cháu gái của nhà thiên văn học người Pháp Camille Flammarion (con gái của em gái ông ta là Berthe)